# 500
| [ Edytuj tabelę ]          |                           |
| Cesarz Bizancjum           | - 491 Anastazjusz I 518   |
| Król Franków               | - 481 Chlodwig I 511      |
| Król Kentu                 | - 488 Oisc 512            |
| Patriarcha Konstantynopola | - 495 Macedoniusz II 511  |
| Władca Korei               | - 491 Munja 519           |
| Król Mercji                | - 488 Icel 501            |
| Król Munsteru              | - 493 Eochaid 523         |
| Król Ostrogotów            | - 471 Teodoryk Wielki 526 |
| Papież                     | - 498 Symmach 514         |
| Król Persji                | - 488 Kawad I 531         |
| Król Wandalów              | - 496 Trasamund 523       |
| Król Wizygotów             | - 484 Alaryk II 507       |

Rok 500 / D
stulecia: IV wiek ~
V wiek ~
VI wiek

lata: 490 «
495 «
496 «
497 «
498 «
499 «
500
» 501
» 502
» 503
» 504
» 505
» 510

## Wydarzenia
- Ludność świata – między 190 a 206 mln[1].

Azja
- Ataki Heftalitów na północne Indie; dezintegracja imperium Guptów.

Europa
- Fergus Mór mac Eirc rozpoczął panowanie w królestwie Dalriady w dzisiejszej Szkocji.

## Urodzili się
- Klotylda, córka Choldwiga (zm. 531).
- Gildas Mędrzec, brytyjski opat.
- Nonnos z Monte Soracte, bendektyński mnich.
- Teodora, żona Justyniana, cesarzowa bizantyńska (zm. 548).

## Zmarli
- Honorata z Pawii, święta.